# Jeryn Hogarth
Jeryn Hogarth est un personnage fictif apparaissant dans des bandes dessinées américaines publiées par Marvel Comics. Il est un ami du père de Iron Fist, Wendell, et un avocat pour les Heroes for Hire, une équipe de héros dont Iron Fist est membre.
Carrie-Anne Moss joue une version féminine du personnage dans plusieurs séries télévisées du Marvel Cinematic Universe, apparaissant pour la première fois dans Jessica Jones et faisant des caméos dans Daredevil, Iron Fist et The Defenders.

## Historique des publications
Jeryn Hogarth est apparu pour la première fois dans Iron Fist # 6, créé par Chris Claremont et John Byrne.

## Biographie du personnage fictif
Après la mort de Wendell Rand, Hogarth devient l'exécuteur testamentaire de sa succession. Il garde le fils de Wendell, Daniel Rand (alliasː Iron Fist), sous surveillance après son retour aux États-Unis, en engageant Misty Knight et Colleen Wing pour le contacter et vérifier qu'il était vraiment le fils de son ami.
À l'origine, Heroes for Hire était une petite entreprise agréée par l'État de New York qui offrait une gamme complète de services professionnels d'enquête et de protection. Heroes for Hire est la propriété de Luke Cage et Daniel Rand. La société a possédé des bureaux sur Park Avenue et deux employés rémunérés: Jenny Royce, secrétaire du groupe et Jeryn Hogarth, avocat et représentant du groupe. Heroes for Hire n'accepte pas d'emplois impliquant des activités extralégales[réf. nécessaire].
Jeryn a demandé à Luke Cage et à Iron Fist d'escorter sa fille Millie Hogarth au bal d'une débutante pour impressionner son ex-femme. Nightshade, Stiletto, Discus, Mark Mountain, et l'Anguille sont venus la kidnapper[réf. nécessaire].
Au cours de l'histoire de la Civil War (2006 - 2007), Hogarth s'oppose à la loi sur l'enregistrement des surhumains. Jeryn empêche Iron Man d'arrêter Iron Fist (qui se faisait passer pour Daredevil à l'époque), déclarant qu'il est déjà une arme enregistrée aux Etats-Unis[réf. nécessaire].

## Dans d'autres médias

### Série originale Netflix
- Jeri Hogarth, une version féminine du personnage, apparaît dans la série Netflix du Marvel Cinematic Universe, interprétée par Carrie-Anne Moss[1]. Elle est le premier personnage lesbien de l'univers cinématographique Marvel[2]. Hogarth est associé principal du cabinet d'avocats Hogarth Chao & Benowitz à Manhattan.
  - Jeri est d'abord présenté dans la saison 1 de Jessica Jones, où elle est un client récurrent de Jessica Jones. Sa relation avec Jessica pousse Jeri à s'impliquer dans Kilgrave quand Jessica la pousse à défendre Hope Schlottman, une étudiante à qui Kilgrave a ordonné de tuer ses parents[3]. À l'époque de ces événements, Jeri traverse un divorce amer avec sa femme, la médecin locale Wendy, tout en ayant une liaison avec sa secrétaire, Pam[4]. Jeri embauche Jessica pour trouver des informations compromettantes sur Wendy qui, à son tour, tente de faire chanter Jeri en utilisant des preuves de violations éthiques passées[5]. Comme Jessica ne parvient pas à livrer les éléments en temps opportun en raison de la préoccupation de la chasse de Kilgrave, Jeri essaie de faire contraindre Wendy à signer les documents de divorce. Au lieu de cela, Kilgrave double Jeri et ordonne à Wendy de donner à Jeri une mort littérale de mille coupures. Pam intervient, tuant accidentellement Wendy et rompt avec Jeri à cause de son utilisation de Kilgrave[6]. Après que Jessica tue Kilgrave, Jeri la représente alors qu'elle est interrogée par la police et arrive à les convaincre de la laisser partir[7].
  - Au début de la saison 2 de Daredevil, Jeri a embauché la petite amie de Foggy Nelson, Marci Stahl, après que les associés de Landman & Zack ont été arrêtés pour avoir aidé et encouragé Wilson Fisk. Dans la saison 2, Jeri s'approche de Foggy. et lui offre un emploi chez Hogarth Chao & Benowitz, ayant été très impressionné par la défense de Frank Castle par Foggy. Matt Murdock persuade Foggy de prendre l'offre de Hogarth comme un moyen de passer à autre chose[8].
  - Jeri est un personnage récurrent dans Iron Fist. Il est révélé qu'avant de commencer Hogarth Chao & Benowitz, elle a fait un stage dans le département juridique de Rand Enterprises, où elle s'est méfiée de Harold Meachum. Après qu'Harold a tué les parents de Danny dans un accident d'avion mis en scène, Jeri a pris soin des tombes de la famille Rand et pris soin de leur domaine[9]. Peu de temps après son retour à New York, Danny cherche Jeri. Elle propose de l'aider à prouver son identité et prend l'affaire pro bono par respect pour son père - à la condition qu'il prenne son cabinet en permanence pour défendre Rand Enterprises s'ils parviennent à un arbitrage avec Ward et Joy Meachum. Jeri assiste à une conférence de presse organisée par Ward (sur les conseils de Harold) pour annoncer le retour de Danny au public. Elle s'arrange ensuite pour que la paperasserie soit envoyée à Danny pour qu'il signe[10]. Après qu'Harold a piégé Danny pour le trafic de drogue de la Main, Ward tend la main à Jeri pour l'aider à laver le nom de Danny. Elle est surprise de voir Harold vivant et de raconter une fausse histoire sur la thérapie génique et la cryogénie. Quand elle est approchée par Claire Temple, Jeri présente à Danny les accusations de la DEA contre lui et Colleen, suggérant qu'ils prouvent leur innocence. Après la mort d'Harold, Jeri est présente avec Danny et Ward quand ils incinèrent le corps de Harold afin qu'il ne puisse pas être ramené à la vie[11].
  - Hogarth fait une seule apparition dans The Defenders[12],[13]. Dans l'épisode "Mean Right Hook", Jeri retrouve Jessica et l'exhorte à faire preuve de prudence après que l'enquête de Jessica sur John Raymond lui fasse découvrir un stock d'explosifs, provoquant une attention accrue de la police. Toujours méfiante vis-à-vis de Jessica, Jeri charge Foggy de garder un œil sur elle, ignorant que Foggy va ensuite confier cette tâche à Matt[14].
  - Dans la saison 2 de Jessica Jones, Jeri apprend qu'elle a reçu un diagnostic de sclérose latérale amyotrophique (SLA) et qu'elle a au plus huit ans à vivre. Ses partenaires, Linda Chao et Steven Benowitz, tentent d'invoquer une clause médicale dans son contrat pour la forcer à quitter le cabinet. Au milieu d'un conflit entre Jessica et l'enquêteur privé concurrent Pryce Cheng, Jeri embauche Jessica pour trouver des ragots sur Chao et Benowitz. Étant donné que Jessica est en train d'enquêter sur IGH avec Trish, Malcolm est chargé de s'occuper du cas de Jeri. Celle-ci héberge plus tard Inez Green, une infirmière IGH sans foyer trouvée par Jessica et Trish, et la protège. Cependant, Inez est une escroc, et escroque Jeri pour libérer son petit ami Shane de prison en prétendant qu'il était un patient IGH qui pouvait guérir les gens par le toucher. Enragée par la tromperie, Jeri acquiert une arme de Turk Barrett (notamment vu dans Daredevil et Luke Cage) et manipule Inez pour assassiner Shane. N'ayant plus rien à perdre, Jeri fait chanter Chao et Benowitz pour lui racheter ses parts plus cher grâce à une caméra cachée d'un déjeuner que Malcolm a eu avec Chao dans lequel Chao admet avoir blanchi de l'argent de la drogue dans des comptes bancaires offshore. Ceci fait, Jeri quitte HC & B et ouvre sa propre entreprise sous le nom de Jeryn Hogarth & Associates, amenant Foggy et Marci avec elle, avec Malcolm et Cheng comme enquêteurs à plein temps.